# Gerrit Engelke

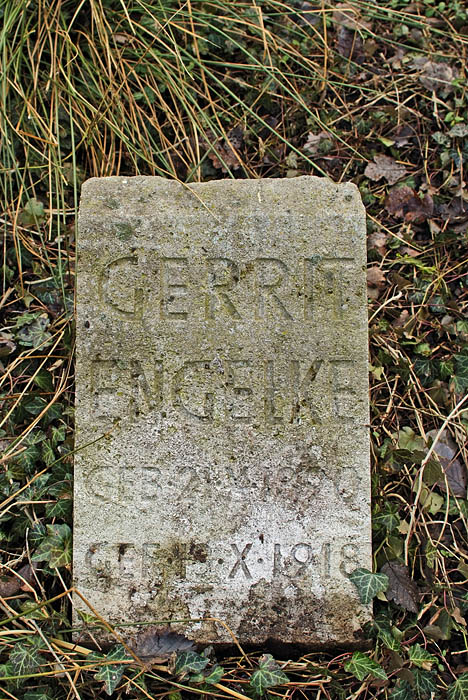
Gedenkstein
hergestellt aus dem Turm der ehemaligen Werkkunstschule

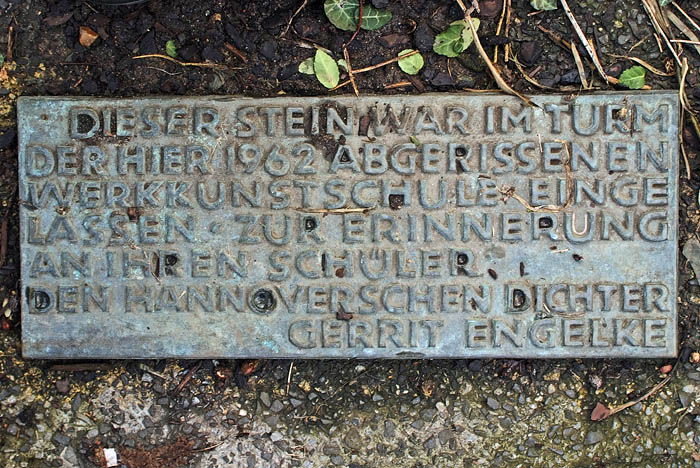
Tafel zum Gedenkstein

Gerrit Ernst Manilius Engelke (* 21. Oktober 1890 in Hannover; † 13. Oktober 1918 in Etaples bei Cambrai, Frankreich) war ein deutscher Schriftsteller und Arbeiterdichter.

## Leben

### Familie
Sein Vater Louis Emil Engelke (1869–1931), ursprünglich kaufmännischer Angestellter, dann Inhaber eines Weißwarengeschäftes, wanderte 1904 nach Amerika aus, Mutter und Schwester folgten ihm 1910.

### Werdegang
Nach der Volksschule schloss Gerrit Engelke seine Malerlehre mit der Gesellenprüfung ab und war ab 1909 in verschiedenen Unternehmen beschäftigt. Nebenher besuchte er Abendkurse in der hannoverschen Kunstgewerbeschule und erhielt dort zwei Preise. Das Museum August Kestner kaufte 1914 etwa 80 Aquarelle und Zeichnungen von ihm an.
In der Stadtbibliothek Hannover werden 50 Zeichnungen und Aquarelle aus der Zeit ab 1907 verwahrt.
Richard Dehmel, dem er 1913 begegnete, verhalf ihm zu ersten Publikationen in Paul Zechs Zeitschrift Das neue Pathos und vermittelte ihn an die Werkleute auf Haus Nyland, die in ihre Zeitschrift Quadriga Engelkes Textsammlung Dampforgel und Singstimme. Rhythmen aufnahmen. Engelke wurde Mitglied bei den Werkleuten und verfasste gemeinsam mit Heinrich Lersch und Karl Zielke den Kriegslyrikband Schulter an Schulter. Gedichte von drei Arbeitern (1916).
1915 bot ihm Lersch an, ihn für seine Kesselschmiede zu reklamieren. Engelke lehnte ab und wurde zum Kriegsdienst einberufen. Am 11. Oktober 1918 geriet er als Soldat der deutschen Armee bei Cambrai schwer verwundet in Kriegsgefangenschaft und starb zwei Tage später in einem britischen Lazarett. Er fand seine letzte Ruhe auf dem Soldatenfriedhof von Étaples an der französischen Kanalküste.

### Leistung
Seine deutlich zeitbezogene Dichtung gibt seinem Werk innerhalb der Arbeiterdichtung eine Sonderstellung. Er fängt die Zeitstimmung auf einzigartige Weise ein in seinen lyrischen Zeugnissen zu Großstadt und Technik. Er verzichtet auf tradierte künstlerische Möglichkeiten und entwickelt neue Formen, seine erlebten Welten sprachlich zu fassen. Doch wie die anderen Arbeiterdichter (Karl Bröger, Heinrich Lersch, Ernst Preczang, Bruno Schönlank) auch zog er sich auf politisch unverbindliche Positionen zurück. Ob sich der früh Verstorbene anders als die Genannten entwickelt hätte, bleibt Spekulation.
Gedichte aus seiner Sammlung Rhythmus des neuen Europa wurden von Julius Gatter aus Plauen (Lehrer von Johannes Petzold) für Sopran- und Tenorsolo, gemischten Chor und Orchester komponiert (Opus 50).

### Ehrungen
- Die Gerrit-Engelke-Straße in Hannover, Stadtbezirk Vahrenwald-List, Stadtteil List wurde nach ihm benannt.
- Das Gebäude der Gerrit-Engelke-Schule am Welfenplatz in Hannover wurde jedoch 1978 von der  Realschule Werner-von-Siemens Hannover übernommen.[4]
- Zum Gedächtnis an den Arbeiterdichter verlieh die Stadt Hannover zwischen 1979 und 2005 alle zwei Jahre den Gerrit-Engelke-Preis für Literatur.
- Straßen in Bremen-Habenhausen, Dortmund, Gotha, Köln und Seelze wurden u. a. nach ihm benannt.

### Nachlass
Der Nachlass Engelkes findet sich
- im Gerrit Engelke-Archiv der Stadtbibliothek Hannover[2]
- im Fritz-Hüser-Institut für Literatur und Kultur der Arbeitswelt in Dortmund.

## Werke
- Schulter an Schulter – Gedichte von 3 Arbeitern, zus. mit H. Lersch und K. Zielke, Jena (Verlag Bernhard Vopelius) 1916.
- Rhythmus des neuen Europa – Gedichte, hrsg. aus dem Nachlass von Jakob Kneip, Jena (Diederichs) 1921. (Digitalisat). Neuauflage Hofenberg, Berlin 2021, ISBN 978-3-7437-3923-9.
- Gesang der Welt – Gedichte, Tagebuchblätter und Briefe, hrsg. von Walther G. Oschilewski, Berlin (Arbeiterjugend) 1927.
- Briefe der Liebe, (M.Gladbach-Köln, Orplid Verlag, 1926)
- Vermächtnis, aus dem Nachlass hrsg. von Jakob Kneip, Leipzig (List) 1937.
- Das Gesamtwerk. Rhythmus des neuen Europa, mit einer Einführung und hrsg. von Hermann Blome, München (List) 1960, Reprint: Hannover (Postskriptum) 1979, ISBN 3-922382-02-9.

## Anthologien
- Lyrik des expressionistischen Jahrzehnts. Von den Wegbereitern bis zum Dada. mit einer Einleitung von Gottfried Benn, dtv, München 1962.
- Fritz Hofmann, Joachim Schreck, Manfred Wolter (Hrsg.) unter Mitarbeit von Bernd Jentzsch: Über die großen Städte. Gedichte 1885–1967. Aufbau, Berlin und Weimar 1968.
- Wolfgang Rothe (Hrsg.): Deutsche Großstadtlyrik vom Naturalismus bis zur Gegenwart. Reclam, Stuttgart 1973, ISBN 3-15-009448-8.
- Günter Heintz (Hrsg.): Deutsche Arbeiterdichtung 1910–1933. Reclam, Stuttgart 1974, ISBN 3-15-009700-2.